# Sopot (okręg Dolj)
Sopot – wieś w Rumunii, w okręgu Dolj, w gminie Sopot. W 2011 roku liczyła 472 mieszkańców.